# Uchida Takuya
Uchida Takuya (内田 宅哉 Uchida Takuya, sinh ngày 2 tháng 6 năm 1998) là một cầu thủ bóng đá người Nhật Bản. Anh thi đấu cho FC Tokyo.

## Sự nghiệp
Uchida Takuya gia nhập FC Tokyo năm 2016. Ngày 24 tháng 4 năm anh ra mắt ở J3 League (v Gainare Tottori).

## Thống kê câu lạc bộ
Cập nhật đến ngày 23 tháng 2 năm 2017.
| Thành tích câu lạc bộ | Thành tích câu lạc bộ | Thành tích câu lạc bộ | Giải vô địch | Giải vô địch | Cúp                   | Cúp                   | Tổng cộng | Tổng cộng |
| Mùa giải              | Câu lạc bộ            | Giải vô địch          | Số trận      | Bàn thắng    | Số trận               | Bàn thắng             | Số trận   | Bàn thắng |
| Nhật Bản              | Nhật Bản              | Nhật Bản              | Giải vô địch | Giải vô địch | Cúp Hoàng đế Nhật Bản | Cúp Hoàng đế Nhật Bản | Tổng cộng | Tổng cộng |
| --------------------- | --------------------- | --------------------- | ------------ | ------------ | --------------------- | --------------------- | --------- | --------- |
| 2016                  | U-23 FC Tokyo         | J3 League             | 12           | 1            | –                     | –                     | 12        | 1         |
| Tổng                  | Tổng                  | Tổng                  | 12           | 1            | –                     | –                     | 12        | 1         |